# Гирей (Краснодарский край)
Гире́й — посёлок городского типа в Гулькевичском районе Краснодарского края России. Административный центр Гирейского городского поселения. Железнодорожная станция Гирей на участке Кавказская (Кропоткин) — Армавир Кавказского железнодорожного хода.
Расположен на левом берегу Кубани, напротив станицы Кавказской, в 4 км северо-западнее города Гулькевичи.

## История
Первоначально на месте посёлка располагался адыгский аул Адиль Гирея. Посёлок на владельческом участке Гиреев основан до 1882 года. В 1913 году графом Воронцовым-Дашковым в посёлке был построен Гулькевичский сахарный завод, первый на Кубани.
24 марта 1959 года населённый пункт преобразован в рабочий посёлок.

## Население
| 1959  | 1970  | 1979  | 1989  | 2002  | 2009  | 2010  |
| ----- | ----- | ----- | ----- | ----- | ----- | ----- |
| 5064  | ↗6679 | ↘6366 | ↘5769 | ↗6626 | ↘6568 | ↗6586 |
| 2012  | 2013  | 2014  | 2015  | 2016  | 2017  | 2018  |
| ↘6533 | ↘6399 | ↘6389 | ↗6441 | ↘6395 | ↘6359 | ↗6363 |
| 2019  | 2020  | 2021  | 2023  |       |       |       |
| ↗6382 | ↗6428 | ↘6269 | ↘6171 |       |       |       |

## Экономика
Сахарный завод ООО «Гирей-Сахар».

## Известные жители и уроженцы
- Белоусов, Михаил Игнатьевич (1894—1956) — Герой Советского Союза, похоронен в Гирее.
- Попов Владимир Александрович (1912—1977) — Герой Социалистического Труда.